# 高山赤十字病院
高山赤十字病院（たかやませきじゅうじびょういん）は、岐阜県高山市にある医療機関である。日本赤十字社岐阜県支部が設置する病院である。救命救急センター指定病院でNICUに準ずる未熟児センター10床を重症者病床を16床備える。また、飛騨地方最大規模の病院である。

## 概要
高山赤十字病院は診療科20科・病床数394床を有する日本医療機能評価機構認定病院。臨床研修指定病院。救命救急センター指定。
2002年（平成14年）2月に、赤十字の病院として初めて電子カルテを導入した。また、赤十字社の本来の趣旨に基づいた災害救護は暫時訓練がなされており、新潟県中越地震などの発災時には救護班の派遣実績がある。2024年6月時点、岐阜県選挙管理委員会より、不在者投票のできる施設の一つとして指定されている。

## 沿革
- 1899年（明治32年） - 飛騨三郡立大野郡病院として開設。
- 1922年（大正11年） - 日本赤十字社に寄贈移管、日本赤十字社岐阜支部斐太療院となる。
- 1923年（大正12年） - 岐阜県看護婦養成所高山支所が開校。
- 1930年（昭和5年）- 日本赤十字社岐阜支部斐太病院に改称。
- 1943年（昭和18年） - 高山赤十字病院に改称。
- 1950年（昭和25年） - 綜合病院高山赤十字病院と改称。
- 1965年（昭和40年） - 救急指定病院に告示される。
- 1976年（昭和51年） - 岐阜県看護婦養成所高山支所を高山赤十字看護専門学校と改称。
- 1997年（平成9年） - 高山赤十字介護老人保健施設はなさとを開設。
- 2002年（平成14年）2月 -  統合医療情報システムを開始（電子カルテシステム）。
- 2004年（平成16年）3月 - 高山赤十字看護専門学校を閉校。
- 2008年（平成20年）2月 - 地域周産期母子医療センターに指定。
- 2010年（平成22年）4月 - 高山赤十字病院に改称。
- 2011年（平成23年）9月 - 地域医療支援病院に認定。

## 診療科

### 標榜診療科
- 内科（一般内科）
- 消化器科
- 循環器科
- 呼吸器科
- 内分泌内科
- 神経内科
- 血液内科
- 小児科
- 外科
- 整形外科
- 脳神経外科
- 産婦人科
- 泌尿器科
- 皮膚科
- 眼科
- 耳鼻咽喉科
- 放射線科
- リハビリテーション科
- 麻酔科
- 心療内科（精神科も含む）
- 歯科口腔外科（歯科も含む）

### 専門外来
- 禁煙外来（内科）
- 糖尿病外来（内科）
- 血液外来（内科）
- 乳腺外来（外科）
- スポーツ・人工関節外来（整形外科）
- 小児科専門外来（小児科）
  - 心臓外来
  - 発達外来
  - 水腎症外来
  - 神経外来
  - 川崎病外来 ほか

### 診療協働部門
- 看護部
- 検査部
- 薬剤部
- 医療社会事業部
- 栄養課
- 健康相談室

### 付帯施設
- 人工腎センター
- 老人保健施設はなさと
- 居宅介護支援事業所
- 回復期リハビリテーション病棟

## 医療機関の指定等
- へき地医療拠点病院
- エイズ治療拠点病院
- 地域がん診療連携拠点病院
- 地域災害医療センター
- 岐阜DMAT指定医療機関
- 災害対策基本法指定機関
- 地域周産期母子医療センター
- 救命救急センター
- DPC対象病院

## 交通アクセス
- JR高山本線 高山駅より、徒歩で7分程度。
- 濃飛バス：下呂・高山線・一之宮・往環寺線ほか 「日赤前」バス停下車。
- 高山市福祉バス「のらマイカー」：東線・西線ほか「日赤前」バス停下車。